# Atletica leggera ai Giochi della I Olimpiade - Salto in alto
La gara di salto in alto dei Giochi della I Olimpiade si tenne il 10 aprile 1896 ad Atene, nello Stadio Panathinaiko, in occasione dei primi Giochi olimpici dell'era moderna. Vi parteciparono cinque atleti provenienti da tre nazioni: Svezia, Germania e Stati Uniti. Fu tra le poche gare dei Giochi olimpici di Atene 1896 a cui non partecipò nessun atleta greco.

## L'eccellenza mondiale
I migliori atleti al mondo superano 1,88 metri. I migliori tre, Michael Sweeney (USA), James Ryan (IRL) e Murty O'Brian(IRL) valicano 1,90. La migliore prestazione mondiale del 1895 è stata ottenuta nel meeting tenutosi al Manhattan Fields di New York il 29 settembre, dove la rappresentativa del New York Athletic Club si confrontò con una rappresentativa britannica sotto i colori del London Athletic Club. L'americano Michael Sweeney vinse con 6 piedi, 5 pollici e ½  (1,971 metri) stabilendo il nuovo record nazionale. Il New York Athletic Club non ha iscritto propri atleti ai Giochi. Gli atleti irlandesi non hanno affrontato la trasferta ad Atene.

## Gara
Lo stile di salto era l'elementare sforbiciata e l'atterraggio avveniva sulla sabbia, senza materasso.

Si iniziò ponendo l'asticella a 1,50 m; a 1,65 m rimasero solo i tre statunitensi. Alla misura successiva rimase il solo Ellery Clark, che proseguì la gara da solo fino a 1,81 m.

Per Ellery Clark fu il secondo oro olimpico: tre giorni prima aveva vinto la gara di salto in lungo. Bob Garrett, invece, arrivò primo nel disco e nel peso mentre James Connolly vinse la gara di salto triplo.

## Risultati

### Finale
Venerdì 10 aprile 1896.
| Pos     | Atleta         | Età | Nazione     | Misura | Note            |
| ------- | -------------- | --- | ----------- | ------ | --------------- |
| Oro     | Ellery Clark   | 22  | Stati Uniti | 1,81   | Record olimpico |
| Argento | Bob Garrett    | 21  | Stati Uniti | 1,65   |                 |
| Argento | James Connolly | 28  | Stati Uniti | 1,65   |                 |
| 4       | Henrik Sjöberg | 21  | Svezia      | 1,60   |                 |
| 5       | Fritz Hofmann  | 25  | Germania    | 1,55   |                 |